# Champions Cup and the Evert Cup 1999 - Qualificazioni doppio femminile
Le qualificazioni del doppio femminile del Champions Cup and the Evert Cup 1999 sono state un torneo di tennis preliminare per accedere alla fase finale della manifestazione. I vincitori dell'ultimo turno sono entrati di diritto nel tabellone principale. In caso di ritiro di uno o più giocatori aventi diritto a questi sono subentrati i lucky loser, ossia i giocatori che hanno perso nell'ultimo turno ma che avevano una classifica più alta rispetto agli altri partecipanti che avevano comunque perso nel turno finale.

## Giocatrici

### Teste di serie
1. Květa Hrdličková /  Helena Vildová (primo turno)

1. Janet Lee /  Tamarine Tanasugarn (secondo turno)

### Qualificate
1. Kristie Boogert /  Anne-Gaëlle Sidot

## Tabellone qualificazioni

### Legenda
| - Q = Qualificato - WC = Wild card - LL = Lucky loser | - ALT = Alternate - SE = Special Exempt - PR = Protected Ranking | - w/o = Walkover - r = Ritirato - d = Squalificato |

|  | Primo turno | Primo turno                              | Primo turno                   |                                   |                                          | Secondo turno | Secondo turno | Secondo turno |  |  | Ultimo turno | Ultimo turno               | Ultimo turno |
|  |             |                                          |                               |                                   |                                          |               |               |               |  |  |              |                            |              |
|  | 1           | Květa Hrdličková Helena Vildová          | 6                             |                                   |                                          |               |               |               |  |  |              |                            |              |
|  |             | Alexia Dechaume-Balleret Barbara Rittner | 8                             |                                   |                                          |               |               |               |  |  |              |                            |              |
|  |             | Alexia Dechaume-Balleret Barbara Rittner | 8                             |                                   | Alexia Dechaume-Balleret Barbara Rittner | 1             |               |               |  |  |              |                            |              |
|  |             |                                          |                               |                                   | Alexia Dechaume-Balleret Barbara Rittner | 1             |               |               |  |  |              |                            |              |
|  |             |                                          | Maureen Drake Elena Wagner    | 8                                 |                                          |               |               |               |  |  |              |                            |              |
|  |             | Aleksandra Olsza Lilia Osterloh          | Maureen Drake Elena Wagner    | 8                                 | 7                                        |               |               |               |  |  |              |                            |              |
|  |             | Aleksandra Olsza Lilia Osterloh          |                               |                                   | 7                                        |               |               |               |  |  |              |                            |              |
|  |             | Maureen Drake Elena Wagner               | 9                             |                                   |                                          |               |               |               |  |  |              |                            |              |
|  |             |                                          |                               |                                   |                                          |               |               |               |  |  |              | Maureen Drake Elena Wagner | 6            |
|  |             |                                          |                               | Kristie Boogert Anne-Gaëlle Sidot | 8                                        |               |               |               |  |  |              |                            |              |
|  |             | Kristie Boogert Anne-Gaëlle Sidot        | 9                             |                                   |                                          |               |               |               |  |  |              |                            |              |
|  |             | Tathiana Garbin Samantha Reeves          | 8                             |                                   |                                          |               |               |               |  |  |              |                            |              |
|  |             | Tathiana Garbin Samantha Reeves          | 8                             |                                   | Kristie Boogert Anne-Gaëlle Sidot        | 8             |               |               |  |  |              |                            |              |
|  |             |                                          |                               |                                   | Kristie Boogert Anne-Gaëlle Sidot        | 8             |               |               |  |  |              |                            |              |
|  |             | 2                                        | Janet Lee Tamarine Tanasugarn | 2                                 |                                          |               |               |               |  |  |              |                            |              |
|  | WC          | 2                                        | Janet Lee Tamarine Tanasugarn | 2                                 | Tara Snyder Alexandra Stevenson          | 6             |               |               |  |  |              |                            |              |
|  | WC          |                                          |                               |                                   | Tara Snyder Alexandra Stevenson          | 6             |               |               |  |  |              |                            |              |
|  | 2           | Janet Lee Tamarine Tanasugarn            | 8                             |                                   |                                          |               |               |               |  |  |              |                            |              |